# Калин Андрій Степанович
Андрі́й Степа́нович Ка́лин (нар.3 травня 1908, с. Горінчове, тепер с. Горінчово, Хустський район, Закарпатська область — пом. 11 грудня 1979) — український народний казкар. Автор збірок: «Закарпатські казки» (1955), «Дідо-Всевідо» (1969).

## Біографія
У 8 років залишився сиротою, ріс у наймах. До 1945 був неписьменним. Сюжети його казок оригінальні. Позитивних героїв — трудівників, знедолених селян, сміливих опришків, борців за щастя народу — протиставлено ненажерам-багатіям, неробам, користолюбцям. Мова казок насичена приказками й при слів'ями, в ній є чимало діалектизмів. Від Калина записано понад 120 казок та ін.

## Видання
- Дванадцять братів [Архівовано 9 березня 2022 у Wayback Machine.]. Ужгород. 1972

Російські переклади:
- Закарпатские сказки. Ужгород, 1957.